# Paul Geisler
Paul Geisler (ur. 10 sierpnia 1856 w Słupsku, zm. 3 kwietnia 1919 w Poznaniu) – niemiecki dyrygent i kompozytor.

## Życiorys
Muzyki uczył się u swojego dziadka w Malborku oraz u Konstantina Deckera, kompozytora związanego ze Słupskiem. W latach 1881–1882 był korepetytorem w teatrze miejskim w Lipsku, później działał jako dyrygent w Bremie (1883-1885), następnie przeprowadził się do Poznania, gdzie założył konserwatorium. W 1898 w poznańskim Teatrze Wielkim (wówczas Neues Stadttheater) odbyła się prapremiera jego opery Księżniczka Ilse (Prinzessin Ilse). 
Prowadził koncerty symfoniczne Poznańskiego Towarzystwa Muzycznego, w roku 1902 zyskał tytuł kapelmistrza królewskiego. 
Muzyka Paula Geislera wykazuje wpływy twórczości Richarda Wagnera. Geisler tworzył pieśni, symfonie i utwory sceniczne.